# Ґвізьдзіни (Новомейський повіт)
Ґвізьдзіни (пол. Gwiździny, нім. Quesendorf) — село в Польщі, у гміні Нове-Място-Любавське Новомейського повіту Вармінсько-Мазурського воєводства.
Населення — 773 особи (2011).
У 1975-1998 роках село належало до Торунського воєводства.

## Демографія
Демографічна структура станом на 31 березня 2011 року:
|          | Загалом | Допрацездатний вік | Працездатний вік | Постпрацездатний вік |
| -------- | ------- | ------------------ | ---------------- | -------------------- |
| Чоловіки | 384     | 102                | 250              | 32                   |
| Жінки    | 389     | 103                | 209              | 77                   |
| Разом    | 773     | 205                | 459              | 109                  |